# Klimmzug

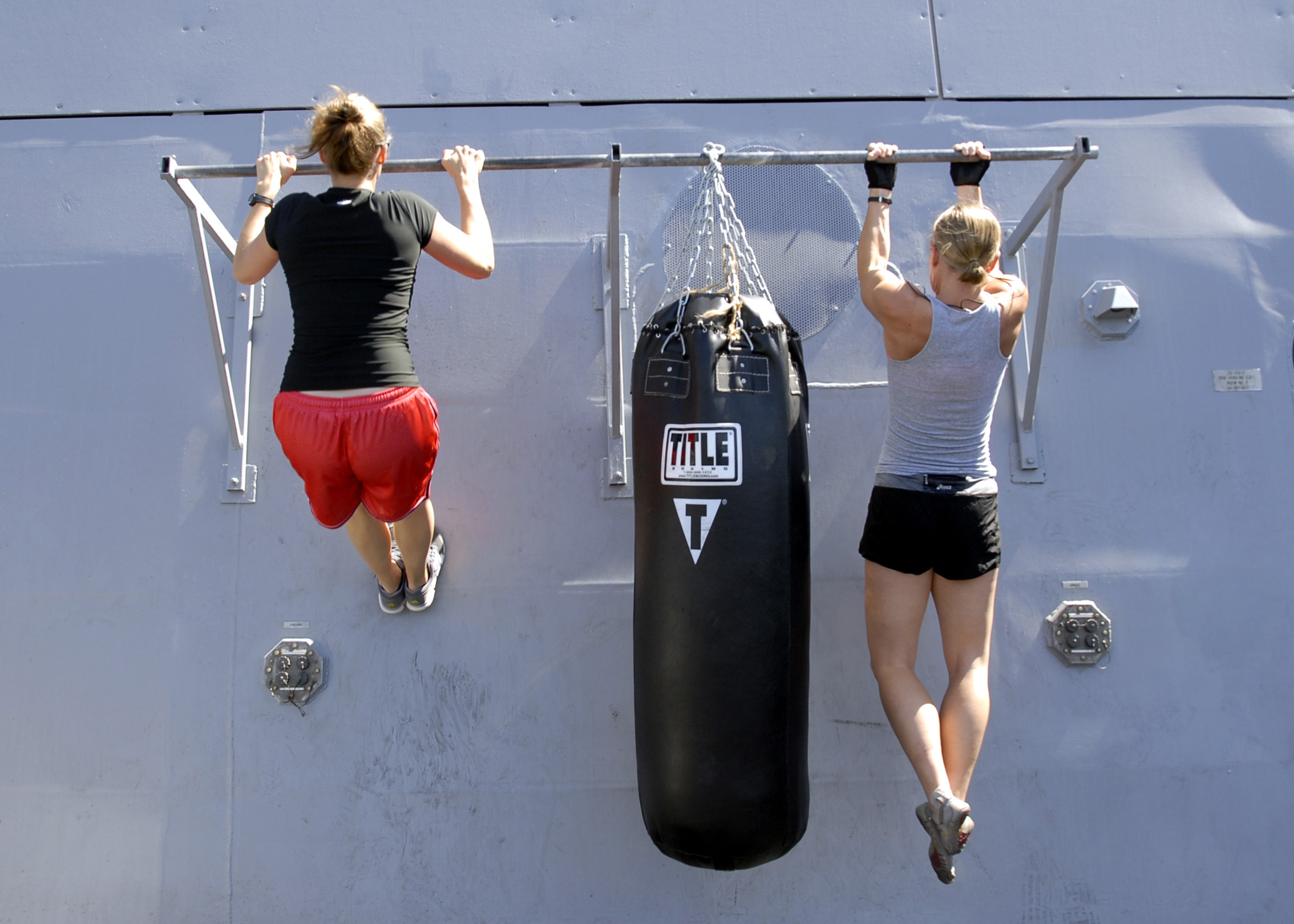
Soldatinnen bei Klimmzügen

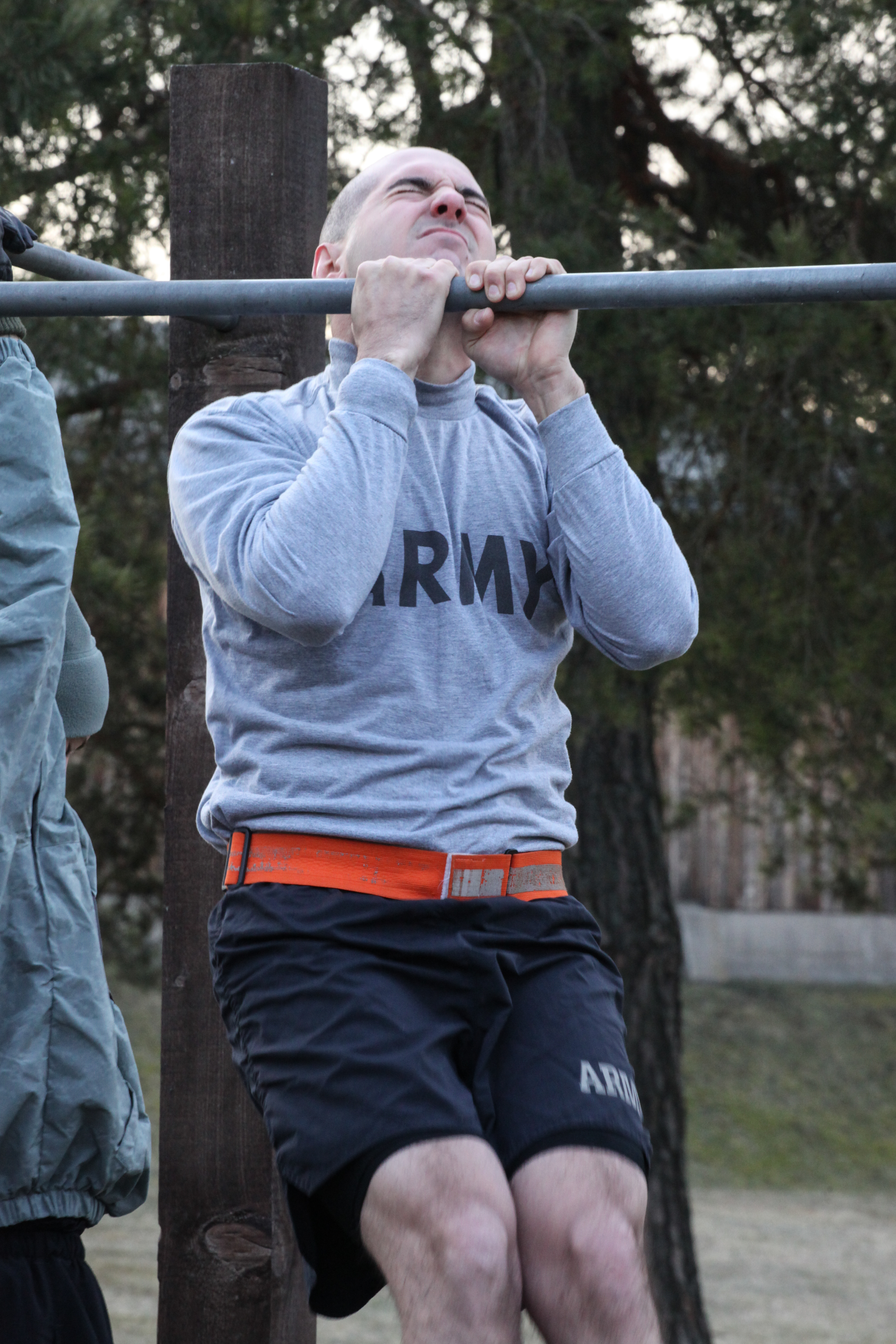
US-Soldat in den letzten Zügen

Der Klimmzug (von klimmen, ein Synonym für „klettern“) ist eine Eigengewichtübung, bei der der Körper durch den Rücken in Zusammenarbeit mit den Armen an einer waagerechten Stange (Klimmzugstange) hochgezogen und wieder herabgelassen wird. Der Klimmzug ist eine Übung, die besonders viele Muskelgruppen gleichzeitig beansprucht, vornehmlich den großen Rückenmuskel. Man spricht deshalb von einer Verbundübung. Um bei Wiederholung eine Überbelastung der Handinnenflächen zu vermeiden, kann man die Hände mit Kreide oder Magnesia einreiben oder Sporthandschuhe benutzen.

## Beteiligte Muskeln
- musculus latissimus dorsi (breitester Rückenmuskel)
- musculus teres major (großer runder Muskel)
- musculus pectoralis major (Größerer Brustmuskel)
- musculus pectoralis minor (Kleiner Brustmuskel)
- musculus biceps brachii (zweiköpfiger Muskel des Armes)
- musculus brachialis (Oberarmmuskel)
- musculus trapezius (Kapuzenmuskel)
- musculus triceps brachii (dreiköpfiger Muskel des Armes)
- musculus brachioradialis (Oberarmspeichenmuskel)

## Trainingsmethoden

### Latzug
Der Latzug ist ein Kabelzug, an dem man sitzend eine Stange von oben herabzieht. Dieser bildet einen Klimmzug nur teilweise nach, bietet Trainingsanfängern aber einen guten Einstieg, da hier nicht notwendigerweise das eigene Körpergewicht gezogen werden muss.
Bei der Ausführung muss man regelmäßig ein- und ausatmen.

### Ergänzende Übungen
Der Klimmzug ist keine Komplettübung für den Rücken. Gerade der untere Teil (Rückenstrecker) und der Trapezius werden nicht genug bzw. gar nicht beansprucht. Um muskuläre Dysbalance zu vermeiden, sollte man  ein ausgewogenes Rückentraining machen und auch den Rest des Körpers trainieren.
Der Klimmzug ist eine Kraftübung. Er ist kein Mittel gegen bestehende Rückenschmerzen. Er fördert zwar einerseits eine aufrechte und physiologische Haltung. Bei Schmerzen, die durch langes Sitzen oder Ähnliches entstehen, helfen jedoch eher konditionsorientierte und statische Übungen und das Training der stabilisierenden Rumpfmuskulatur (siehe Rückenschmerzen #Therapie und Prävention).

## Varianten
|  | Standard, im Obergriff |
|  | Durch den Einsatz von Gewichten kann die Trainingsintensität erhöht werden. |
|  | Ausführung mit einer Hand. Die Übung benötigt sehr viel Kraft. |
|  | Eine weitere Abwandlung ist es, anstatt einer längs zum Körper verlaufenden Stange, zwei quer zum Körper verlaufende Haltegriffe zu verwenden (Hammergriff). Diese Übungsausführung nennt man „enger Klimmzug“, da Hammergriff-Klimmzüge immer eng gemacht werden – breite Klimmzüge sind im Hammergriff kaum zu bewältigen. Deshalb verfügen die meisten Fitnessstudios über entsprechende Mehrkomponentenstangen (verschiedene Griffarten). |
|  | Werden die Beine nach vorne im 90°-Winkel angehoben, wird die Bauchmuskulatur stärker belastet. Ein besonders intensiver Trainingseffekt wird mit dem Durchstrecken der Beine erreicht. Diese Trainingsvariante ist jedoch nur für Fortgeschrittene zu empfehlen. |

## Klimmzugstange
Eine Klimmzugstange ist ein Turngerät, an dem der Körper in Zusammenarbeit mit Arm- und Rückenmuskulatur hochgezogen und wieder herabgelassen wird. Die Klimmzugstange wird, im Unterschied zum Reck, an einer Wand oder Decke befestigt. Allen Klimmzugstangen gemeinsam ist ein waagerechtes Rohr, das auch aus mehreren Einzelstücken bestehen kann. Das waagrechte Rohr kann gerade oder gebogen sein.
Eine Alternative zur Wandmontage ist das Türreck. Dabei handelt es sich um eine Stange, die in einen Türrahmen geschraubt, geklemmt oder von oben eingehängt wird. Diese Variante der Klimmzugstange wird von Bodybuildern nicht bevorzugt, weil links und rechts von der Stange nicht viel Platz ist und häufig der obere Türrahmen zu niedrig ist. Kopfstöße sind daher nicht auszuschließen. Auch müssen aufgrund der geringen Höhe die Beine angewinkelt werden, was es bei einem Sturz deutlich erschwert, sich mit den Füßen abzufangen. Viele Bauarten bieten allenfalls für leichte Menschen eine ausreichende Festigkeit der Stange und Aufhängung. Insbesondere verbreitet sind hohle Ausführungen in Form einer Teleskopstange, die allerdings instabil sein können.